# Великі Загірці
Великі Загі́рці — село в Україні, у Тараканівській сільській громаді Дубенського району Рівненської області. Населення становить 197 осіб.

## Історія
У 1906 році село Дубенської волості Дубенського повіту Волинської губернії. Відстань від повітового міста 8 верст, від волості 8. Дворів 32, мешканців 264.
7 (20) листопада 1917 року, відповідно до Третього Універсалу Української Центральної Ради, увійшло до складу Української Народної Республіки.
На 1936 рік село входило до ґміни Дубно Дубенського повіту. 
22 червня 1941 року з
Млинівського аеродрому
піднялася ланка
винищувачів під
командуванням старшого
лейтенанта Іванова Івана
Івановича. О 04.25 біля села
Великі Загірці Іванов
здійснив перший
повітряний таран в історії
німецько-радянської війни.
У селі діє релігійна громада Свято- Дмитрієвської церкви.
12 червня 2020 року, відповідно до розпорядження Кабінету Міністрів України № 722-р від «Про визначення адміністративних центрів та затвердження територій територіальних громад Рівненської області», увійшло до складу Тараканівської сільської громади.
19 липня 2020 року, в результаті адміністративно-територіальної реформи та ліквідації  Дубенського (1939—2020) району, село увійшло до складу новоутвореного Дубенського району.